# 次数直径問題
次数直径問題（じすうちょっけいもんだい）とは、グラフ理論において最大次数がdで直径がkのグラフのうち頂点数が最大となるグラフGを見つけよ、というものである。Gの頂点数はムーア・バウンドによって上から抑えられる。1<kで2<dのときムーアバウンドに一致するグラフ（ムーアグラフ）で構成できているものはピーターセングラフとホフマンシングルトングラフである。k=2でd=57のときにムーアバウンドに一致するグラフが存在しうるが、いまだ構成されておらず未解決の問題である。一般的に最大次数と直径が与えられたときの最大頂点数はムーアバウンドよりも小さくなる。

## ムーアバウンド
最大次数dと直径kのグラフのうち最大の頂点数を {\displaystyle n_{d,k}} とする。 {\displaystyle n_{d,k}\leq M_{d,k}} となる{\displaystyle M_{d,k}}はムーアバウンドと呼ばれ以下のようになる。
{\displaystyle M_{d,k}={\begin{cases}1+d{\frac {(d-1)^{k}-1}{d-2}}&{\text{ if }}d>2\\2k+1&{\text{ if }}d=2\end{cases}}}
ムーアバウンドに到達するグラフは非常に少ないことが示されている。{\displaystyle M_{d,k}}の漸近的な振る舞いは {\displaystyle M_{d,k}=d^{k}+O(d^{k-1})} となる。
{\displaystyle \mu _{k}=\liminf _{d\to \infty }{\frac {n_{d,k}}{d^{k}}}}について考えよう。任意のkに対して {\displaystyle \mu _{k}=1} と予想されている。 {\displaystyle \mu _{1}=\mu _{2}=\mu _{3}=\mu _{5}=1} と {\displaystyle \mu _{4}\geq 1/4}については既に証明されている。また一般的に {\displaystyle \mu _{k}\geq 1.6^{k}}が成り立つ。